# Maudy Muhoni
Maudy Muhoni (* 16. října 1964) je kamenosochařka ze Zimbabwe. Žila a tvořila ve světově proslulé sochařské komunitě ve vesnici Tengenenge, ležící zhruba 150 km severně od hlavního města Zimbabwe Harare.

## Tengenenge
V Tengenenge a jeho okolí v době rozkvětu žilo a pracovalo okolo 200 kamenosochařů. Rozkládá se tu rozsáhlá galerie kamenných soch pod širým nebem.

## Tvorba Maudy Muhoni
Maudy Muhoni tvoří od roku 1996. Kamenosochařinu se učila od manžela Anthony Makurirofa. Svými soškami a sochami zvířat, květin a figurálními náměty se Maudy Muhoni včleňuje do proudu umění navazujícího na starší africké práce a reflektující výtvarné podněty z fyzicky blízkého okolí. Řadí se k umělcům shonského kulturního okruhu.
Typickou značkou jsou pro ni sošky hlavy ptáka. Tvoří z místní horniny hadce (serpentinitu), stejně jako ostatní tengenengští sochaři. Hadec svými fyzikálními vlastnostmi - svou měkkostí a dobrou opracovatelností - umožňuje vytvářet zajímavé velmi variabilní povrchy. Je také vyhledáván pro svou různorodou barevnost.
Evropu navštívila Maudy Muhoni několikrát, vystavovala v Amsterodamu. V Holandsku byla na pozvání Muzea Afrického umění v roce 2003 a vedla zde tříměsíční sochařský workshop, podobně v roce 2004. V České republice pobývala dva měsíce v létě 2014 na pozvání Klubu přátel Tengenenge a její workshop probíhal v Zoologické zahradě ve Dvoře Králové. Na stejném místě pravidelně vyučovala kamenosochařině na formou workshopů o prázdninách ve všech následujících letech, naposledy v roce 2019.